# Consciência de classe
Consciência de classe é um termo usado nas ciências sociais e na teoria política, especialmente no âmbito do marxismo, para designar as crenças e atitudes de uma pessoa a respeito de sua classe social ou condição econômica, inclusive quanto aos interesses e à estrutura de sua classe social. De acordo com Karl Marx, é uma consciência essencial para desencadear uma revolução que "criaria uma ditadura do proletariado, transformando-a de uma massa que ganha salário e sem propriedades para a classe dominante".

## Teoria marxista
Embora o teórico alemão Karl Marx raramente usasse o termo "consciência de classe", ele fez a distinção entre "classe em si", que é definida como uma categoria de pessoas que têm uma relação comum com os meios de produção; e uma "classe para si", definida como um estrato organizado na busca ativa de seus próprios interesses.
No início do século XIX, os rótulos "classes trabalhadoras" e "classes médias" já estavam entrando em uso comum: "A velha aristocracia hereditária, reforçada pela nova nobreza que devia seu sucesso ao comércio, à indústria e às profissões, evoluiu para uma "classe alta". Sua consciência foi formada em parte por escolas públicas (no sentido britânico, onde se refere a uma forma de escola particular) e universidades. A classe alta manteve tenazmente o controle sobre o sistema político, privando não apenas a classe trabalhadora, mas também a classe média de uma voz no processo político ".